# Епідеміологія
Епідеміоло́гія (грец. ἐπιδημία — має всенародне поширення; грец. λόγος — вчення) — галузь соціальної медицини, і загальномедична наука, що вивчає закономірності виникнення і поширення захворювань різної етіології з метою розробки міжнародної та національної політики у сфері охорони здоров'я (і лише у дуже вузькому сенсі це можна розуміти як необхідність розробки системи профілактичних заходів: преморбідна, первинна, вторинна і третинна профілактика). Предметом вивчення епідеміології є епідемічний процес людської локальної (на певній території в певний час серед певної групи населення) та універсальної популяцій. Епідеміологія займається епідемічним процесом взаємодії розташованого у визначеному історичному часі та на певній географічній території збудника-вірусу та розташованого у тому ж історичному часі на тій же території локальної та універсальної популяції людей.
Вірус з'являється у природному середовищі, заражає проміжних та/або основних носіїв, мутує всередині організму носія, викликає набутий імунітет і співживе з людством далі, продовжуючи вбивати ослаблених осіб. Головним завданням епідеміології є створення таких умов взаємодії з епідемічним процесом, щоб цей епідемічний процес не призвів до скорочення людського виду. При цьому порятунок окремих людей чи груп людей від прогресуючої вірусної хвороби не є профільним завданням епідеміології, тому що цим займається загальна медицина. Відтак, підходи, які є вірними для медицини, не обов'язково є вірними для епідеміології.
Наприклад, вакцинацію нам роблять із точки зору епідеміології, а не з точки зору медицини. З точки зору епідеміології, смерть мізерної кількості людей є платою за імунітет людства заради його виживання. А з точки зору медицини, смерть окремої людини є неприпустимою, бо порушує клятву Гіппократа (клятву лікаря України або етичні кодекси національних медичних асоціацій різних країн). Тобто медики дають клятву під контролем національних урядів, а епідеміологи беруть зобов'язання перед людством під контролем ВООЗ.
Епідеміологія непопулярна, бо ніхто не хоче належати до тих малих відсотків втрат, за рахунок яких людство отримує імунітет. Але це той випадок, коли людяність і гуманітарність протистоять популярності і гуманності.
Пандемія — це така епідемія, коли новий інфекційний агент охоплює більшість населення планети, бо до нього немає імунітету. Епідемію можна локалізувати за рахунок вакцин чи включення масової імунної відповіді. Пандемію майже неможливо локалізувати, тому ВООЗ визнала розповсюдження коронавірусу (SARS-CoV-2) пандемією. Під час пандемії медики лікують людей від хвороби, а епідеміологи пристосовують людей до вірусу, мінімізуючи жертви, і роблять все можливе для неповернення вірусу у вигляді локальних епідемій. Вилікувати всіх хворих — не означає зупинити пандемію, адже вірус продовжує жити в середовищі біосфери. Більше того, не допустити масового захворювання частіше за все означає — зробити хворобу більш жорстокою.
В епідеміології використовують поняття, що визначають кількісні критерії здоров'я. Основними з них є захворюваність і хворобливість. Виділяється епідеміологія інфекційних хвороб (класична) — наука про закономірності епідемічного процесу, Але у міру розширення кордонів профілактики за межі інфекційної патології виникла потреба в популяційному підході при вивченні не тільки інфекційних, але і неінфекційних захворювань. На сьогодні стало ясним, що дослідження з вивчення діагностики, поширеності, клінічного перебігу, результатів лікування, профілактики хвороб, які засновані на епідеміологічному методі (так звана клінічна епідеміологія), надають цінну інформацію для прийняття клінічних рішень. Звідси з'явилося поняття «неінфекційна епідеміологія», де предметом вивчення є неінфекційна захворюваність. Досі одним із наймасштабніших сучасних епідеміологічних досліджень було вивчення захворюваності ліквідаторів наслідків аварії на Чорнобильської АЕС. Але на початок березня 2020 року стало очевидним, що найбільшим епідеміологічним викликом та одночасно світовим полігоном для епідеміології стала пандемія коронавірусу (COVID-19). Масштаби та способи проведення епідеміологічної політики відрізняються у різних країнах і досі дискутуються.
Одним із найбільш оптимальних підходів щодо реалізації протиепідемічних заходів для пандемії може бути такий: 1. Обов'язкові карантин та здача вірус-тестів для усіх людей, що старші 70 років; 2. Для всіх людей від 50 до 70 років обов'язкова здача вірус-тестів незалежно від наявності симптомів хвороби, карантин за бажанням; 3. Для решти людей повна свобода і тестування та лікування при наявності симптомів хвороби.

## Історія становлення і розвитку епідеміології

### Гіппократ (460—370 до н.е.)
Основоположником епідеміології вважають Гіппократа. До наших днів дійшли твори Гіппократа «Сім книг про епідемії», «Про повітря, води та місцевості» тощо. В. А. Башенін у своєму підручнику по загальній епідеміології писав: «Протягом майже 2 000 років з епідеміології не було висловлено більш оригінальних наукових поглядів, ніж погляди Гіппократа». Ще з часів Гіппократа, тобто близько 2 400 років тому, під словом «епідемія» розуміли масові захворювання серед людей, які могли включати хвороби як інфекційної, так і неінфекційної природи.

### Теорії розвитку епідемій у старі часи
Звичайно, в стародавні та середні віки епідемії в основному були результатом поширення заразних захворювань, хоча уявлення про те, що таке зараза і як вона проникає в організм, були різними. Ще в давнину виникли дві теорії розвитку епідемії.
Перша теорія, висунута Гіппократом, припускала, що причиною епідемій є проникнення в організм людей деяких речовин — міазмів (грец. μιαζμι — скверни), що знаходяться в космосі чи в ґрунті, зокрема, в болотистих місцях. Згідно з цим поданням, вдихання міазми великою кількістю людей призводить до виникнення масової захворюваності. Ця точка зору обґрунтовувалась на спостереженнях, коли можливість зараження постраждалих від інших хворих простежити не вдавалося. Мабуть, не випадково і згадка про болотистих місцях: цілком імовірно, що мова йшла про спостереження в осередках малярії, при якій неможливо простежити заразність хворого — безпосередньої загрози для оточуючих він не представляє (хворий не контагіозний).
Друга теорія припускала, що причиною розвитку епідемій є поширення серед людей живого хвороботворного агента. Цю точку зору висловив видатний філософ Греції Арістотель (IV ст. до н. е.), хоча щось подібне до нього висловлював Фукідід у V ст. до н. е. Надалі вона знайшла послідовників у Стародавньому Римі, зокрема в Тита Лукреція Кара. Марк Теренцій Варрон (116-27 роки до н. е.) назвав цього агента «лат. Contagium vivum — контагій живий». По суті, як показав історичний досвід, ця геніальна здогадка визначила весь хід розвитку епідеміології, базувалася вона на очевидній заразності хворих при в ті часи широко поширених нозологічних форм, таких як чума, натуральна віспа та деяких інших.

### Джироламо Фракасторо (1478—1553рр.)
В епоху Відродження контагіоністська гіпотеза отримала розвиток у працях видатного італійського лікаря Джироламо Фракасторо. Він опублікував книгу «лат. Siphilides Libris III» (звідки і назва хвороби — сифіліс), в якій сформулював положення про заразність хворого для інших через безпосередній контакт або через його речі. Оскільки при венеричних захворюваннях простежити контакти з хворим не важко, в книзі були представлені неспростовні докази на користь контагіоністської теорії. Треба відзначити, що це була найважливіша віха в розумінні суті епідемій.

### Відкриття вакцинації
У 1796 році простий англійський лікар Едуард Дженнер провів експериментальні дослідження із запобігання найстрашнішої на той момент хвороби — натуральної віспи. Це стало відкриттям імунопрофілактики інфекційних захворювань за допомогою вакцинації. На 1980-ті роки натуральну віспу знищили у природі. Завдяки вакцинопрофілактиці припинили епідемічне передавання багатьох небезпечних інфекційних хвороб, зменшили захворюваність людей на них, смертність від них.

### Подальші мікробіологічні відкриття
Немає сумніву, що постійна дискусія контагіоністов і прихильників міазматичної теорії послужила основою подальшого розвитку науки. Наступним, причому вирішальним етапом у пізнанні внутрішньої сутності епідемії стали великі мікробіологічні відкриття та досягнення другої половини XIX ст., яким передувало відкриття мікробів Антонієм ван Левенгуком, (1632—1723 роки). Дослідження Луї Пастера (1822—1895 роки), Роберта Коха (1843—1910 роки) та їхніх численних учнів визначили не тільки успіх контагіоністської теорії, а й привели до розробки безлічі практичних заходів у боротьбі із заразними захворюваннями (сучасна діагностика захворювань, використання дезінфекції, розробка і введення в широку практику специфічної профілактики за допомогою вакцин і сироваток, тощо).

### Дослідження Джона Сноу з епідеміології холери
Англійський лікар Джон Сноу відомий своїм класичним розслідуванням причин епідемії холери в XIX столітті. Його вважають засновником практичної епідеміології. Метою дослідження, проведеного Сноу, було з'ясування шляхів передачі холери. Він звернув увагу, що дві різні компанії постачали воду один і той же район Лондона. Обидві водопровідні компанії забирали воду з Темзи в тих місцях, які могли піддаватися зараженню з міської каналізації. Але в 1892 р. після епідемії холери, одна з цих компаній, «Ламбет компані», перенесла свою водоочисну систему вище за течією, туди, де не було лондонській каналізації. Інша, «Саутуорок енд Воксхолл компані», залишила все як було. Обидві компанії постачали питну воду в один і той же район міста. Часто, окремий будинок використовував джерелом водопостачання, яке не використовували сусідні будинки. Між людьми, які отримують воду з джерел різних компаній, немає ніякої різниці ні в положенні, ні в професії. Дані першого в світі епідеміологічного розслідування виявилися грандіозними. Не менше 300 000 людей обох статей, всіх віків і професій, всіх рівнів і громадських положень — від багатих до найбідніших верств — були розділені на дві групи без їх відома і волі. Одна група отримувала воду з домішкою лондонській каналізації і з усім, що могло потрапити в неї від хворих на холеру, інша ж група отримувала воду, абсолютно вільну від такого забруднення. Потрібно було тільки з'ясувати джерело постачання водою кожного окремого будинку, в якому могла відбутися фатальна спалах холери. Виконання цього завдання вимагало звести воєдино інформацію двох типів: випадки холери і джерело водопостачання. Смертність в будинках, що обслуговуються «Саутуорк енд Воксхолл компані», опинилася в дев'ять разів вище, ніж у будинках, що обслуговуються «Ламбет компані». Більше того, наступні епідемії холери чітко підтвердили значимість питного джерела.
Детальніші відомості з цієї теми ви можете знайти в статті Холера.

### Епідеміологія в Російській імперії та СРСР
Одним з основоположників російської епідеміології був лікар українського походження Опанас Шафонський, автор монографії «Опис морової виразки, що була в столичному місті Москві з 1770 по 1772 р.».
Істотний внесок у вивчення епідемій в Росії і в боротьбу з ними внесли російські лікарі. Це було обумовлено історичними особливостями розвитку суспільства в Росії: часті війни на територіях з природного вогнищеве, низький економічний рівень і навіть убогість значної частини населення — неминуче вели до виникнення і поширення епідемій багатьох заразних захворювань (паразитарних тифів, натуральної віспи, кишкових інфекцій, у тому числі холери, так званих «дитячих інфекцій», трахоми, тощо). Багато зусиль в боротьбі з епідеміями внесла сформувалася в царські часи земська медицина, її відомі, а також багато забутих зараз діячі, які скромно виконували свій обов'язок, причому іноді і навіть часто з небезпекою для власного життя.
Перша світова війна, потім дві революції, громадянська війна, економічна розруха, голод призвели до небаченого досі поширенню різних епідемій. Так, за далеко не повними даними, захворюваність тільки на висипний тиф в 1919 році склала 2 743, у 1920 році — 2 550 на 100 000 населення.
Надалі великий внесок у розвиток науки і практики в СРСР внесли багато вчених і практичні працівники. Е. Н. Павловський (1884—1966 роки) створив теорію природу осередків ряду інфекційних захворювань, згідно з якою забезпечується стійке збереження збудника. В. А. Башенін (1882—1977 роки), який вивчав особливості перебігу безжовтяничного лептоспірозу, розглядав епідеміологію як науку, призначену для вивчення всіх захворювань, а не тільки інфекційних. А. А. Смородінцев відкрив осередки японського енцефаліту в СРСР, опікувався вивченням етіології, клінічних проявів та епідеміологічних особливостей геморагічної гарячки з нирковим синдромом в осередках, вперше виявлених у країні, встановив вірусну природу захворювання, довів роль мишоподібних гризунів як джерел інфекції. Крім того, він створив вакцини для специфічної профілактики грипу, кліщового і японського енцефаліту, кору, епідемічного паротиту, краснухи. В. М. Жданов сформулював струнку систему розуміння еволюції заразних захворювань, досяг значних успіхів в епідеміології вірусних інфекцій. В. Д. Беляков (1921—1997 роки) запропонував теорію саморегуляції епідемічного процесу.

### Зародження та становлення української епідеміології
Послідовним прихильником цієї гіпотези був основоположник епідеміології Російської імперії, українець за походженням Данило Самойлович (1724—1810 рр.). Він вперше на теренах Російської імперії запропонував карантинні заходи при чумі, встановив опірність подальшому зараженню чуми у тих людей, що раніше її перенесли, тому залучав таких людей для роботи в осередку чуми. Праці Данила Самойловича по чумі були визнані всіма вченими Європи, і він був обраний членом різних іноземних Академій. Данило Самойлович першим в світі намагався застосувати мікроскоп для виявлення передбачуваного збудника чуми. Але роздільна здатність мікроскопа та техніка мікроскопії того часу не дозволяли отримати позитивного результату.
Ілля Мечников провів ґрунтовні дослідження стосовно сприйнятливості та імунітету при інфекційних захворюваннях, вперше на теренах Російської імперії заснував бактеріологічну станцію в Одесі. Григорій Миколайович Мінх (1835—1896 роки) в 1876 році у досліді на собі доказав, що збудник поворотного тифу знаходиться у крові хворих на нього і через це можливим є передавання хвороби через кровосисних комах. Йосип Йосипович Мочутковський також провів дослід по самозараженню у цьому ж році, чим доказав таке ж положення як стосовно епідемічного висипного тифу, так і разом з Мінхом по відношенню до поворотного тифу. Дослідження Володимира Костянтиновича Високовича з імунопрофілактики чуми, сибірки, правця, черевного тифу мали велике значення для розвитку вітчизняної епідеміології. Іван Григорович Савченко (1862—1932 роки) працював у Києві та саме там провів на собі дослідження з вакцинації проти холери. Він вперше в світі виявив факт здорового носійства при холері.
Саме в умовах війн на теренах України у 1920 році в Одесі при місцевому медичному інституті була створена перша в світі кафедра епідеміології. Її організатор — видатний вчений Данило Кирилович Заболотний (1866—1929 роки), який ще до війни здійснив неодноразові, причому досить успішні експедиційні дослідження в осередках чуми. Йому належить відкриття наявності природних вогнищ цієї хвороби. Д. К. Заболотний написав перший підручник з епідеміології, створив школу українських епідеміологів, до якої належали Лев Васильович Громашевський, Сергій Нечипорович Ручковський та інші, які внесли надалі величезний внесок у розвиток епідеміології в Україні. Д. К. Заболотного по праву вважають основоположником української епідеміології.
На теренах України проводив свої дослідження Микола Федорович Гамалія (1859—1949 роки), який разом з Мечниковим і Яковом Юлійовичем Бардахом (1857—1929 роки) створив першу пастерівську станцію, бактеріологічний заклад. Саме Гамалія надав найбільшу допомогу Луї Пастеру в захисті його методу вакцинації проти сказу, на який було багато невиправданих нападок. В Одесі працював відомий інфекціоніст та епідеміолог В'ячеслав Карлович Стефанський (1867—1949 роки), який провів багато досліджень з профілактики та лікування інфекційних захворювань, організував першу в Україні кафедру інфекційних хвороб (1921 рік). Вагомі епідеміологічні дослідження по дифтерії, дитячих крапельних інфекціях зробив фундатор вітчизняної соціальної медицини Овксентій Васильович Корчак-Чепурківський (1857—1947 роки). Відомі ґрунтовні роботи з імунопрофілактики дифтерії, туберкульозу, епідеміологічних особливостей черевного тифу Марка Петровича Нещадименко (1869—1942 роки), який організував та очолив першу в Україні кафедру мікробіології.
Сформована в країні епідемічна ситуація потребувала фундаментальної теоретичної бази як для наукових досліджень, так і для практичної роботи. Одним з основних її творців став Лев Васильович Громашевський (1887—1980 роки), який сформулював вчення про епідемічний процес, зокрема, про джерела та механізми передачі інфекції. Ґрунтовні епідеміологічні дослідження тифів, волинської гарячки, ботулізму провів Сергій Нечипорович Ручківський (1888—1967 роки).

## Загальні особливості епідеміології
Мета епідеміології полягає у розробці міжнародної та національної політики в сфері охорони здоров'я. Одним із завдань такої політики, як цілісної системи, є виявлення закономірностей виникнення, поширення і припинення хвороб людини, розробці заходів профілактики та боротьби з ними.
Завдання епідеміології зводять до:
- визначення медичної та соціально-економічної значущості хвороби, її місця в структурі патології населення;
- вивчення закономірностей поширення хвороби в часі (по роках, місяцях тощо), по території і серед різних груп населення (вікових, статевих, професійних тощо);
- виявлення причин і умов, що визначають спостережуваний характер поширення хвороби;
- розробці рекомендацій щодо оптимізації профілактики;
- розробці прогнозу поширення досліджуваної хвороби.

Об'єктом епідеміології інфекційних хвороб є епідемічний процес, закономірності його розвитку та форми прояву.
Предметом епідеміології є процес виникнення і поширення будь-яких патологічних станів серед людей (в популяції);
стан здоров'я (неможливість виникнення і поширення патологічних станів).

## Епідеміологія інфекційних хвороб
Епідеміологія інфекційних хвороб (класична епідеміологія) — це система знань про закономірності епідемічного процесу та методи його вивчення, а також сукупності протиепідемічних заходів та організації їх проведення з метою попередження захворюваності інфекційними хворобами окремих груп населення, зниження показників захворюваності сукупного населення та ліквідації окремих інфекцій. Предметом вивчення епідеміології інфекційних хвороб є епідемічний процес, закономірності його розвитку та форми прояву.

### Розділи класичної епідеміології
Розділи епідеміології інфекційних хвороб, які вирізняють на сьогодні:
- Загальна епідеміологія
- Вчення про епідеміологічний процес
- Епідеміологічна діагностика
- Протиепідемічні заходи
- Організація протиепідемічної роботи
- Спеціальна епідеміологія

Крім того, з класичною епідеміологією так чи інше пов'язані:
- клінічна (у тому чичлі, госпітальна) епідеміологія;
- епідеміологія нагляду та інфекційного контролю.

### Епідемічний процес
Вчення про епідемічний процес є підґрунтям класичної епідеміології інфекційних хвороб. За весь період розвитку після бактеріологічних відкриттів, епідеміологія сформувалася як наука, що вивчає закономірності епідемічного процесу в інтересах ліквідації його і його профілактики. На сьогодні класична епідеміологічна наука вважає її предметом вивчення особливості інфекційного процесу, на відміну від клінічної медицини, не сама інфекційну хворобу, а захворюваність населення на цю хворобу. Захворюваність показує популяційний (надорганізмовий) рівень організації життя, а хвороба — організмовий та суборганізмовий рівень. Таким чином, об'єктом епідеміології стають інфекційні стани (хвороби).
Таким чином, епідемічний процес — безперервна взаємодія мікроорганізму (збудника-паразита) і макроорганізму (людей) на популяційному рівні, яка проявляється при певних соціальних і природних умовах поодинокими або множинними захворюваннями, а також безсимптомними формами інфекції, супроводжується поширенням специфічних інфекційних захворювань серед людей і забезпечує збереження збудника у природі як біологічного виду. Також епідемічний процес можна уявити як ланцюг пов'язаних між собою інфекційних станів у людей — джерела інфекції, механізму передачі та сприйнятливого контингенту, що безперервно відтворюються. Епідемічний процес вивчають переважно методом спостереження.

Епідеміологічний ланцюг інфекційної хвороби складають:
- джерело інфекції — заражена людина або тварина, організм якої є природним середовищем перебування, розмноження і накопичення патогенних мікроорганізмів, звідки вони виділяються і можуть заразити людину або тварину;
- механізм передачі інфекції — це еволюційна здатність збудника пересуватися від одного господаря до іншого. Шляхи передачі, фактори передачі — елементи зовнішнього середовища, які беруть участь у передачі збудника;
- сприйнятливий контингент — це люди або тварини, які здатні заражатися на певну хворобу за відсутності в них генетичної, вродженої стійкості до цієї хвороби, створеного штучно через вакцинацію, які при цьому були в контакті із збудником:

- у час ризику — пору чи період року, коли є підвищення рівня захворюваності,
- на території ризику — регіоні з постійно високими показниками захворюваності,
- при впливі факторів ризику — елементів соціального і природного середовища, особливостей праці та поведінки, стану внутрішніх систем, органів, які збільшують ймовірність виникнення захворювання.

Прояви епідемічного процесу за інтенсивністю поділяють на:
- спорадичну захворюваність (поодинокі випадки, низький рівень, при котрому відсутні зв'язки між випадками);
- спалах (короткочасний підйом захворюваності на обмеженій території, в окремих групах населення, коли випадки пов'язані однаковими факторами, механізмами і шляхами передачі);
- епідемію (захворюваність, яка перевищує спорадичний рівень або виникнення захворювань на території, де їх не було раніше);[1]
- пандемію (поширення захворювань на багато країн, континентів).

Прояви епідемічного процесу за територією:
- ендемія (захворюваність, яку постійно реєструють на певній території; вона зумовлена соціальними і природними факторами);
- екзотична захворюваність (ніколи не реєстрували раніше на даній території);
- нозологічний ареал (сама територія, на якій постійно реєструють певну інфекційну хворобу). Нозоареал може бути:

- локальним,
- регіональним,
- зональним,
- міжзональним.

Прояви епідемічного процесу в часі — розподіл на захворюваність:
- річну:

- міжсезонну,
- міжепідемічну,
- фонову (реєструють цілий рік),
- сезонні підйоми, коли відбувається активізація факторів ризику.

- багаторічну, у якій виділяють:

- тенденцію до росту або зниження захворюваності (основний напрямок змін інтенсивності епідемічного процесу), коли діють постійні рівномірні зміни активності факторів ризику;
- періодичність і циклічність — коли періодично відбуваються зміни активності факторів ризику (природний імунітет, зміна вірулентності збудника) ;
- неоднорідні зміни активності факторів ризику, коли відбуваються епізодичні підйоми захворюваності, спалахи.

Розподіл захворюваності в групах населення є неоднорідним і залежить від віку, професії, проведених протиепідемічних заходів, організації дитячих колективів, умов праці в різних закладах, тощо.

### Епідеміологічний метод
Епідеміологія як наука має власний метод дослідження — комплексний епідеміологічний метод (КЕМ).
Епідеміологічний метод дослідження інфекційних хвороб — сукупність методичних прийомів для виявлення проблем профілактики, причин, умов та механізмів формування захворюваності з метою обґрунтування ефективних заходів профілактики хвороб і оцінки їх ефективності.
Як вважають на сьогодні, епідеміологічні дослідження мають бути поширені на усі інтервенційні хвороби, то слід вважати, що, таким чином, епідеміологічний метод — специфічна сукупність прийомів і способів, призначених для вивчення причин виникнення і поширення будь-яких хвороб в популяції людей (включає спостереження, обстеження, історичний та географічний опис, зіставлення, експеримент, статистичний і логічний аналіз).

#### Епідеміологічні методики
Застосовують на сьогодні епідеміологічні методики:
- I група — описово-оцінні прийоми (кількісна статистична оцінка), формують гіпотези про фактори ризику, визначають напрямки профілактики.
- II група — аналітичні прийоми, що встановлюють причинно-наслідкові зв'язки (математичні методи кореляції, регресії), які спрямовані на перевірку та оцінку гіпотез про фактори ризику. Когортне аналітичне дослідження здійснюють шляхом зіставлення захворюваності в релевантних групах (когортах) спостереження, які підпали і не підпали під дію фактору ризику, а також на основі даних про історичну захворюваність. Аналітичне дослідження «випадок — контроль» — зіставлення і аналіз інформації про результати дії фактора, вивчають частоту, з якою фактор спостерігають серед хворих і в тих, хто не захворів на цю хворобу.
- III група — експериментальні прийоми, які використовують для підтвердження епідеміологічних гіпотез про причинно-наслідкові зв'язки та оцінки ефективності протиепідемічних заходів. Поділяють на контрольований і неконтрольований експерименти:

- контрольований — це когортне епідеміологічне дослідження, в якому дослідник формує групи спостереження, що відрізняються за дією досліджуваного фактора і рівноцінні за всіма іншими ознаками.
- неконтрольований — епідеміологічне дослідження на основі втручання в природний хід епідемічного процесу (без виділення контрольних груп) шляхом проведення протиепідемічних заходів з оцінкою їхніх результатів у когортному дослідженні.

- IV група — прийоми прогнозування захворюваності (математичне моделювання епідеміологічного процесу). Визначають при цьому очікуваний рівень захворюваності шляхом використання статистичних методів або математичних формул.

Вивчення конкретної епідемічної ситуації з використанням епідеміологічного методу називають епідеміологічною діагностикою. Вона включає опис проявів епідемічного процесу, визначення причин (факторів ризику), прогноз перебігу епідеміологічного процесу. Метою епідеміологічної діагностики є отримання даних для планування протиепідемічних заходів із ліквідації спалаху або епідемії.

#### Види епідеміологічної діагностики
- оперативний аналіз (санітарно-епідеміологічне спостереження, санітарно-епідеміологічна розвідка),
- ретроспективний аналіз (за тривалий період часу, за територією, серед верств і колективів населення).

Для визначення епідеміологічної ситуації розраховують інтенсивні та екстенсивні епідеміологічні показники:
- Інтенсивні показники — на відміну від абсолютних чисел, дають можливість порівнювати захворюваність на різних територіях, у різні роки, у різних верствах чи колективах населення, оскільки вони пов'язують число захворювань з тією кількістю населення, серед якої це число було зареєстроване. Для кількісної оцінки епідеміологічного процесу використовують інтенсивні показники:

- захворюваність дорівнює числу захворювань • 1000 (10 тис. — 100 тис.) / кількість населення. Показник захворюваності в одній із груп населення дорівнює числу захворювань у даній групі населення • 1000 (10 тис. — 100 тис.) / кількість населення даної групи. Аналіз захворюваності за віком, професією та серед інших груп населення, а також у колективах проводять за інтенсивними показниками на 1 000, 10 тис., 100 тис. осіб даного віку, професії, тощо.
- ураженість (для хронічних хвороб) дорівнює числу всіх хворих • 1000 (10 тис. — 100 тис.) / кількість населення. Показник ураженості враховує всіх пацієнтів (хто був хворий на початок року і хто захворів уперше).
- смертність — це число померлих від цієї хвороби • 1000 (10 тис. — 100 тис.) / кількість населення.

- Екстенсивні показники характеризують частину від цілого і їх надають у відсотках. Екстенсивними показниками виражають розподіл хвороб в окремій групі хворих за місяцями року, факторами передачі збудників, термінами встановлення діагнозу після виявлення хворих, їх госпіталізації, тощо. Екстенсивні показники не дають можливості проводити кількісну оцінку захворюваності, але дають якісну характеристику епідеміологічного процесу. Абсолютні числа й епідеміологічні показники об'єднують у прості, комбіновані та складні таблиці. Для наочного зображення отриманих даних використовують лінійні та стовпчикові діаграми, картограми. На основі аналізу статистичних і графічних матеріалів формулюють гіпотези і висновки щодо причинно-наслідкових зв'язків між чинниками ризику. До екстенсивних показників відносять летальність, яка при даній нозологічній формі дорівнює числу померлих • 100 / кількість захворілих (%).

Також за допомогою екстенсивних показників визначають питому вагу захворюваності даної групи чи колективу в загальній захворюваності. Найбільш значущою ознакою населення, з якою пов'язують можливість захворювання, є його віковий склад. Захворюваність у вікових групах свідчить про те, серед якої вікової групи найбільш ефективно діє той чи інший механізм передачі збудника, наскільки ефективним є проведення імунопрофілактики, які особливості життя та поведінки даного контингенту сприяють підвищенню захворюваності.
Так групами ризику за професією при кишкових інфекціях є працівники підприємств із вироблення та переробки харчових продуктів, системи водопостачання, установ та закладів торгівлі, громадського харчування.
У межах соціально-побутових верств населення виділяють колективи ризику. Зокрема, це колективи дитячих дошкільних закладів та шкіл. У окремих колективах ризику можна тривалий час спостерігати захворюваність на дихальні або кишкові інфекції. З метою виявлення причин захворюваності в різних колективах порівнюють, аналізують кількість осередків, які в них виникли, кількість випадків у кожному осередку і, врешті решт, встановлюють причини високої захворюваності в них. Виявлення груп і колективів ризику дозволяє встановити епідемічні причинно-наслідкові зв'язки захворюваності в цих групах і колективах з чинниками ризику.
Показники захворюваності з плином часу змінюються, а тому їх можна описувати і аналізувати. Для ретроспективного аналізу захворюваності часовий період вибирають не менше ніж у 10 років, задля того, аби можна було б виявляти наявність чи відсутність циклічності (підйоми і зниження захворюваності) епідемічного процесу. Описуючи і аналізуючи багаторічну захворюваність, визначають кількість підйомів і знижень захворюваності, часові інтервали між підйомами, розраховують у скільки разів рівень захворюваності на піку підйому перевищує рівень захворюваності під час спаду. Визначення багаторічної тенденції (зростання, стабілізація, зниження) виконують шляхом вирівнювання фактичної кривої захворюваності методом найменших квадратів по прямій. Вирівнювання дозволяє усунути вплив випадкових факторів і більш точно представити захворюваність за багато років у вигляді прямої лінії.

#### Сезонність
Об'єктивною ознакою сезонності є концентрація захворюваності на короткому відрізку року. Сезонність виявляють при розрахунках показників сезонних коливань (відношення середньодобового місячного числа захворювань до середньодобового річного, розраховане у відсотках). Якщо показник місячних сезонних коливань менше 100 %, то вплив сезонних факторів на захворюваність відсутній або мінімальний. При перевищенні 100 % вплив сезонних чинників суттєвий, а іноді й вирішальний.
Коефіцієнт сезонності — відношення числа захворювань, що відбулись у місяці підвищення, до загальної кількості захворювань за рік у відсотках. А от індекс сезонності — відношення кількості захворювань в місяці сезонного підвищення до кількості захворювань, що виникли в міжсезонний період.

### Епідеміологічне обстеження осередку інфекційної хвороби
Його проводить епідеміолог. Метою епідеміологічного обстеження осередку є виявлення джерела інфекції, від якого відбулося зараження, факторів та шляхів передачі збудника. Виділяють такі напрямки роботи в осередку:
- виявлення факторів та умов формування осередку;
- розробка і проведення протиепідемічних заходів для ліквідації осередку;
- медичне спостереження за осередком;
- аналіз ефективності застосованих заходів, спрямованих на знешкодження осередку.

Для виявлення причин та умов виникнення осередку використовують такі засоби:
- опитування хворого (збирають епідеміологічний анамнез);
- обстеження осередку шляхом його детального огляду (санітарно-гігієнічні умови, комунальні умови, наявність паразитів, гризунів, тварин);
- застосування необхідних лабораторних досліджень (у хворого і контактних осіб);
- вивчення медичної документації про захворюваність на території осередку за 1-4 тижні до виявлення хворого (щоб знайти джерело інфекції — перехворілого або носія).

Опитування проводять у формі бесіди, для ефективності якої слід знати особливості епідеміологічного ланцюга при даній інфекційній хворобі. Під час огляду осередку звертають увагу на ті його особливості, які мають значення в розв'язанні особливостей епідеміологічного ланцюга цієї хвороби: житлові умови, санітарний стан осередку, характер водопостачання, тощо. З метою виявлення збудника широко використовують лабораторні методи (бактеріологічні, серологічні, тощо). Дані, отримані під час епідеміологічного обстеження осередку, заносять до карти епідеміологічного обстеження, а результати обстеження колективу оформляють у вигляді акта. Усі матеріали епідеміологічного обстеження аналізують і на їхній основі формулюють висновки про причини виникнення осередку і його орієнтовні кордони.
З урахуванням особливостей осередку розробляють план його ліквідації за такими напрямками:
1. госпіталізація хворого або його ізоляція в домашніх умовах;
2. заходи щодо здорових осіб, які перебувають в осередку (лабораторне обстеження, профілактика, проведення спостереження дільничним або сімейним персоналом);
3. дезінфекція (знезараження від патогенних збудників суб'єктів довкілля, які забезпечують передачу збудників інфекційних хвороб), дезінсекція (знищення комах-переносників інфекційних захворювань), дератизація (комплекс заходів, які направлені на боротьбу із гризунами) за необхідності.

Епідемічний осередок вважають ліквідованим, якщо протягом максимального інкубаційного періоду в осередку не виникли нові випадки захворювань і в ньому були проведені всі необхідні протиепідемічні заходи.

Спалах (епідемія) розслідує епідеміолог, але у разі необхідності у ньому беруть участь також інші спеціалісти (зокрема, інфекціоніст, бактеріолог, вірусолог, гігієніст).
Епідеміологічну значущість інфекційної хвороби визначає її:
- поширеність,
- частота реєстрації (при цьому вивчають і зіставляють показники захворюваності, смертності, летальності),
- тенденція епідемічного процесу,
- тривалість періоду епідемічного неблагополуччя,
- дані порівняння максимальних та мінімальних рівнів захворюваності, результати вираховування співвідношення маніфестних та безсимптомних форм.

Соціальна значущість інфекційної хвороби пов'язана зі шкодою, яку вона завдає здоров'ю людей, і з дезорганізуючим впливом захворюваності на різні форми життя та діяльності населення.

### Протиепідемічні заходи
Заходи, які направлені на запобігання інфекційних захворювань, називають протиепідемічними. Групування протиепідемічних заходів проводять відповідно до загальних правил боротьби з інфекційними хворобами та трьох ланок епідемічного ланцюга конкретної хвороби:
1. Заходи, які спрямовані на джерела інфекції:
  - клініко-діагностичні;
  - лікувальні;
  - ізоляційні та режимно-обмежувальні (обсервація — система обмежувальних заходів щодо медичного спостереження за ізольованими здоровими особами, які спілкувались з хворими, карантин — комплекс обмежувальних адміністративних і медико-санітарних заходів, що запобігають занесенню інфекційних хвороб на певну територію або у певні колективи, та їх поширенню за межі епідемічних осередків цих інфекційних хвороб);
  - санітарно-ветеринарні;
  - дератизаційні.
2. Заходи, які спрямовані на переривання механізмів передачі збудника:
  - санітарно-гігієнічні;
  - дезінфекційні;
  - дезінсекційні.
3. Заходи, які спрямовані на зниження сприйнятливості населення:
  - вакцинопрофілактика;
  - імунологічна корекція;
  - екстрена профілактика.
4. Загальні заходи — лабораторні дослідження та санітарно-освітня робота.

За допомогою протиепідемічних заходів здійснюють безпосередній вплив на епідемічний процес, зниження інфекційної захворюваності і це може призвести навіть до ліквідації епідемічного перебігу деяких інфекційних хвороб.

Згідно впливу протиепідемічних заходів існує поняття керованих та некерованих інфекційних хвороб:
- Некеровані інфекційні захворювання — ті, до яких не розроблені ефективні протиепідемічні заходи.
- Керовані — ті, захворюваність на які можна знижувати за допомогою науково обґрунтованих ефективних протиепідемічних заходів. Серед них виділяють 2 основні групи:

1. інфекційні захворювання, які можливо регулювати засобами імунопрофілактики (зокрема, кір, епідемічний паротит, краснуха, коклюш, тощо);
2. інфекційні хвороби, які можна регулювати санітарно-гігієнічними заходами (наприклад, шигельоз, сальмонельоз, харчові бактеріальні отруєння, тощо).

### Спеціальна епідеміологія
Цей розділ епідеміології вивчає епідеміологічні особливості тих чи інших інфекційних хвороб, або їх груп (кишкові інфекційні хвороби, гемоконтактні, трансмісивні, статеві, тощо)

## Окремі розділи сучасної епідеміології

### Військова епідеміологія
Військова епідеміологія — це розділ епідеміології та галузь соціальної (військової) медицини, вивчає теоретичні, методичні та організаційні принципи обґрунтування і проведення протиепідемічних заходів, а також епідемічні процеси інфекційних хвороб, поширених у військах, в мирний та воєнний час. Військова епідеміологія вивчає особливості виникнення і розвитку епідемічного процесу в організованих військових колективах з урахуванням своєрідності їх комплектування, вікового складу, діяльності та побуту, розробляє методи епідеміологічних обстежень та систему військ. Вона спрямована на попередження заносу інфекцій у війська і виникнення інфекційних захворювань особового складу, ліквідацію епідемічних осередків, зниження загального рівня інфекційної захворюваності і запобігання виносу таких хвороб з військ до цивільного населення. У сучасних умовах до завдань військової епідеміології відносять вивчення уражаючих властивостей біологічної зброї та захисту військ від неї. Військова епідеміологія тісно пов'язана із загальною епідеміологією, організацією і тактикою медичної служби, військової гігієною та військово-польової терапією.
Мета військової епідеміології у Збройних Силах України — забезпечення санітарно-епідеміологічного благополуччя військ.
Завдання військової епідеміології:
- попередження заносу інфекційних захворювань у війська;
- попередження поширення інфекційних захворювань серед особового складу військ;
- попередження виносу інфекційних захворювань з військ;
- біологічний захист військ.

Розділи військової епідеміології:
- вчення про епідемічний процес і особливості його розвитку серед особового складу військ;
- засоби і методи протиепідемічного захисту військ;
- епідеміологічна діагностика (ретроспективний і оперативний епідеміологічний аналіз, епідеміологічне обстеження осередків інфекційних захворювань, санітарно-епідеміологічна розвідка та спостереження);
- організація заходів з протиепідемічного захисту військ у мирний та воєнний час;
- приватна епідеміологія;
- біологічні зброя й захист від нього.

Заходи протиепідемічного захисту військ у Збройних Силах України умовно поділяють на дві групи:
- Заходи першої групи спрямовані на запобігання виникнення інфекційних захворювань у військах. До них відносять санітарно-гігієнічні (контроль за організацією харчування, водопостачання та квартирування військ), дезінфекційно-дератизаційні заходи, санітарно-просвітницьку роботу, а також організацію і проведення планової імунопрофілактики (за епідемічними показаннями — екстреної профілактики), санітарно-епідеміологічної розвідки та спостереження в місцях розташування частин. Сюди ж належать протиепідемічні заходи, які проводять при переміщенні військ, а також при застосуванні противником біологічної зброї. Інфекційні хвороби у війська можуть бути занесені полоненими, звільненими з полону військовослужбовцями, цивільним населенням, а також при прийомі поповнення та при поверненні до військової частини військовослужбовців з відряджень і відпусток. Тому в цих ситуаціях передбачають використання цілого комплексу протиепідемічних заходів, велику частину з яких здійснює середній медичний персонал самостійно або під керівництвом лікарів.
- При виникненні у військах інфекційних захворювань проводять протиепідемічні заходи другої групи, які спрямовані на найшвидшу локалізацію та ліквідацію осередків інфекційних хвороб серед особового складу.

Ефективність протиепідемічних заходів зумовлена встановленням конкретних причин виникнення і поширення інфекційних хвороб серед військовослужбовців. Для цього проводять епідеміологічне обстеження. Його методи залежать від характеру інфекційного захворювання, епідемічних особливостей, які притаманні відповідному захворюванню, попередньо встановленого діагнозу тощо і можуть відрізнятися один від одного.
Заключним етапом у системі протиепідемічних заходів є встановлення епідемічного спостереження за ліквідованим осередком інфекційних захворювань, він триває 1-1,5 інкубаційного періоду від появи останнього захворювання в осередку. Метою епідемічного спостереження є недопущення повторного виникнення спалаху.
Протиепідемічний захист військ передбачає надання кваліфікованої та спеціалізованої медичної допомоги інфекційним хворим з одночасним попередженням занесення інфекційної хвороби в тил та внутрішньогоспітального зараження на етапах медичної евакуації.
Для забезпечення санітарного та епідемічного благополуччя особового складу Збройних Сил України створено організаційну систему — відповідні установи у складі державної санітарно-епідеміологічної служби Міністерства оборони України, які підпорядковані Головному державному санітарному лікарю цього міністерства.

### Екологічна епідеміологія
Екологічна епідеміологія (епідеміологія довкілля) — галузь соціальної медицини, що вивчає екологічні умови і небезпеки, що представляють ризик для здоров'я людини; також можна ще сформулювати, що вона вивчає причини та фактори ризику розвитку захворювань та інших порушень здоров'я у населення, розподіл та динаміку захворювань у людській популяції у зв'язку з впливом факторів довкілля.
Основною методикою досліджень в епідеміології довкілля є спостереження за частотою та поширеністю певних захворювань у різних верствах населення. Експериментальні епідеміологічні дослідження, при проведенні яких дослідник може активно впливати на умови впливу фактора, що вивчається, за певних причин досить рідко застосовують у епідеміології довкілля.
Екологічна епідеміологія:
- виявляє і вимірює вплив екологічних забруднювачів,
- проводить оцінки ризиків та зв'язку;
- забезпечує медичне обстеження і спостереження несприятливих для здоров'я наслідків, також науково обґрунтовує рівні впливу таких забруднювачів.

Термін «екологічна епідеміологія» сформульовано в останні два десятиліття в країнах розвиненої медицини, спочатку — як гілка епідеміології неінфекційних захворювань, потім — як особливе науковий напрям, присвячений вивченню, аналізу і доведенню залежності здоров'я населення від стану довкілля під назвою «англ. environmental epidemiology».
Предметом екологічної епідеміології є масові екологічно обумовлені хвороби серед населення. Отже, екологічна епідеміологія є частиною науки епідеміології, а не «самостійною наукою», і не «методологією гігієни» або «екології», або «суспільної охорони здоров'я». Об'єктом дослідження екологічної епідеміології є різні верстви населення різноманітних географічних пунктів від сіл та інших дрібних утворень до областей та цілих країн. ВООЗ та інші глобальні медичні установи вивчають навіть як об'єкт популяції великих географічних регіонів, континентів, всієї планети, які зазнають впливу несприятливих факторів довкілля.

### Ландшафтна епідеміологія
Одним із сучасних напрямків епідеміології є ландшафтна епідеміологія (англ. Landscape epidemiology). Ландшафтна епідеміологія виходить з області ландшафтної екології. Так само, як ландшафтна екологія пов'язана з аналізом структури і тим, що відбуваються в екосистемі процесів (у часі і просторі), ландшафтна епідеміологія може бути використана для аналізу факторів ризику та їх моделювання. Це ґрунтується на теорії, що більшість переносників, їх господарів і збудників захворювань, зазвичай пов'язані з ландшафтом, а екологічні фактори контролюють їх розподіл і кількість. Розуміння розподілу і просторової динаміки для розвитку інфекційного захворювання має вирішальне значення для прогнозування ймовірності поширення на нові географічні райони, приводячи до розробки відповідних стратегій управління. Простежування зміни в часі з моменту укорінення інфекційної хвороби, визначення її подальшої динаміки поширення від початкових випадків є важливими факторами при визначенні просторової структури захворюваності.
Збудникам інфекційних хвороб притаманне загалом надзвичайна пластичність адаптації. Вони живуть та переміщуються в широкому діапазоні умов довкілля. Але не всі ландшафти є однаковими. Екологічні фактори можуть впливати на щільність, розташування і доступність сприйнятливих господарів, впливаючи тим самим на ймовірність вторгнення патогенних мікроорганізмів, а також на життєздатність патогенних мікроорганізмів у довкіллі, інші фактори взаємовідносин господар-збудник. Зміна місця існування сприйнятливого контингенту, характеристик, які впливають на структуру соціальної групи і взаємодії між джерелами може також вплинути на динаміку місцевої передачі, а ще створити можливість розвитку епідемії.
Встановлення зв'язків між факторами захворювання та ландшафтними моделями має фундаментальне значення для галузі ландшафтної епідеміології, який підкреслює просторове моделювання та картування ризику для розуміння динаміки укорінення та поширення інфекційної хвороби. Останні досягнення в області доступності географічних даних, опанування просторового аналізу, у понятті етіології, патогенезу, інших чинників інфекційних хвороб сприяли застосуванню ландшафтної епідеміології при вивченні інфекційних хвороб диких тварин. Ландшафтний дизайн моделі та створення мап ризику допомогли зрозуміти поширеність і тенденцію до інфільтрації далі ряду важливих захворювань, зокрема гарячки Західного Нілу, сказу, пташиного грипу, тощо.
З появою нових комп'ютерних технологій, (зокрема, геоінформаційною системою (ГІС), концепцію ландшафтної епідеміології застосували для аналізу різних інфекційних і паразитарних хвороб.

### Теле-епідеміологія
Теле-епідеміологія (англ. Tele-epidemiology) — різновид епідеміології, який використовує можливості телекомунікацій для епідеміологічних досліджень, зокрема, систем космічного базування та інтернет-додатків.

### Фармакоепідеміологія
Останнім часом отримала розвиток область знань, що сформувалась шляхом об'єднання фармакології та епідеміології — фармакоепідеміологія. Вона є теоретичною і методичною основою фармаконагляду в ЄС і США, а також по всьому світу. Фармакоепідеміологія — синтетична ділянка знань, наука, що вивчає використання та ефекти ліків на великому числі людей. Проведення досліджень, необхідних для оцінки позитивних ефектів ліків у популяціях, або ймовірності розвитку побічних ефектів, а також інших параметрів, пов'язаних з використанням ліків, вимагає застосування епідеміологічного методу класичної епідеміології.
У фармакоепідеміології існують свої специфічні розділи, зокрема, фармаконагляд (англ. pharmacovigilance). Це різновид безперервного моніторингу небажаних ефектів та інших аспектів безпеки ліків, що вже надійшли на ринок. На практиці фармаконагляд майже виключно стосується систем спонтанних повідомлень, що дозволяють професіоналам охорони здоров'я і всім іншим повідомляти про виникнення небажаних ефектів ліків у центральну організацію. Центральна організація об'єднує повідомлення, отримані з різних джерел, і створює більш інформативний профіль безпеки лікарського засобу.

## Епідеміологія неінфекційних хвороб
Епідеміологія неінфекційних хвороб (неінфекційна епідеміологія) — розділ сучасної епідеміології, що вивчає причини та умови виникнення і поширення неінфекційної захворюваності серед населення для розробки і застосування профілактичних заходів. На відміну від епідеміології інфекційних хвороб (класичної) поняття неінфекційної епідеміології означає лише застосування епідеміологічного метода для вивчення закономірностей поширення різних за своєю причиною неінфекційних масових порушень здоров'я населення. У епідеміології неінфекційних захворювань виділяють, в залежності від часової тривалості причинно-наслідкових зв'язків, обумовлених реактивністю і компенсаторними механізмами, просторовий (хорологічний) і просторово-часовий (хронологічний) напрямки. Вони досить істотно відрізняються за своїми аналітичними системами і використовуваними показниками. Просторовий напрямок ефективно використовують в онкології, серцево-судинної патології, ендокринології та інших сферах. Хронологічний напрямок як методологію і метод фазово-просторового аналізу вперше розробили і використали в психіатрії.
На сьогодні виділяють наступні різновиди в медичній епідеміології неінфекційних хвороб:
- епідеміологію травм та ранових уражень;
- ожиріння;
- невідкладних станів;
- неврологічних хвороб;
- хвороб ротової порожнини;
- психіатричних розладів;
- хвороб нирок;
- репродуктивної сфери;
- хвороб дихальної системи;
- кардіоваскулярних хвороб;
- генетичних розладів;
- молекулярну;
- харчування;
- соціальну;
- практики громадського здоров'я;
- життя (англ. lifecourse).

На сьогодні термін «епідеміологія» включають до деяких немедичних понять, де використовують епідеміологічний метод, зокрема до економічної, просторової (англ. spatial) епідеміології.